# Szilikátásványok

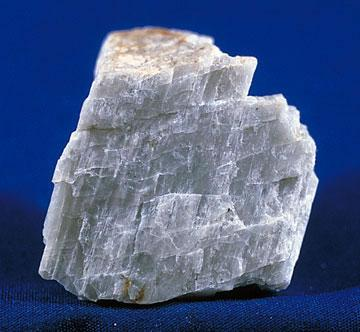
Plagioklász – tektoszilikátok alosztály, földpátok csoport

A szilikátásványok szilikát anion alapú ásványok, amelyek az ásványrendszertani osztályozások szerint önálló ásványosztályt alkotnak. Mivel a földkéreg anyagának mintegy 75%-át szilikátásványok alkotják (a SiO2 változatokkal – amik azonban az oxidok és hidroxidok ásványosztályba tartoznak – együtt kb. 90–95%-át), a kőzetalkotó ásványok legfontosabb csoportja. Az ismert ásványfajok számának mintegy harmada szilikát, közös jellemzőjük a szilícium-oxid jelenléte.

## A szilikátásványok szerkezeti alapegysége
Vázuk SiO4-tetraéderek hálózatából áll. A tetraéderek súlypontjában elhelyezkedő Si4+ kation felerészben kovalens, felerészben ionos kötéssel köti magához a tetraéder csúcsain elhelyezkedő oxigénatomokat ([SiO4]4-). Ezek a tetraéderek a kristályrács felépítésében elszigetelt formában is résztvehetnek, de többnyire csúcsaikon (az oxigénatomokon) keresztül kapcsolódnak egymáshoz. A szilikátásványok osztályát utóbbi jellemvonás (polimerizációs fok) alapján osztják fel alosztályokra.
A szilikátok másik alapvető sajátossága, hogy az SiO4-tetraéderben lévő Si4+ kationt Al3+ helyettesítheti. Az Al3+ ionrádiusza (0,52 Å) azonban nagyobb, mint a Si4+ ioné (0,42 Å), ezért az Al3+ ionok tetraéderes pozíciókba való beépülése csak korlátozott mértékben lehetséges.

## Nezo- vagy szigetszilikátok
A nezoszilikátokban (neso = sziget, görög) az SiO4-tetraéderek egymással közvetlenül nem kapcsolódnak össze. A csoport ásványaira jellemző az atomcsoportok szoros illeszkedése, melynek az a következménye, hogy ezek az ásványok viszonylag nagy sűrűségűek és keménységűek. Kristályaik zömmel izometrikus kifejlődésűek és nincs jellemző hasadásuk sem.

### Fenakit-szerkezetek
- fenakit
- willemit

### Olivincsoport

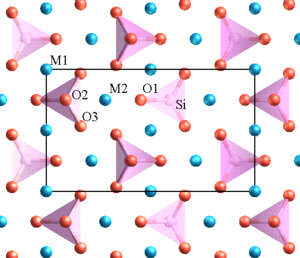
Az olivinrács szerkezete az a kristálytani tengely irányából

1. - olivin
  - forsterit
  - fayalit
  - laihunit
  - liebenbergit
  - tefroit

### Humitcsoport
1. - alleghanyit
  - hidrolinohumit
  - humit
  - jerrygibsit
  - kondrodit
  - leucophoenicit
  - morganhumit
  - norbergit
  - reinhardbraunzit
  - ribbeit
  - sonalit

### Gránátcsoport

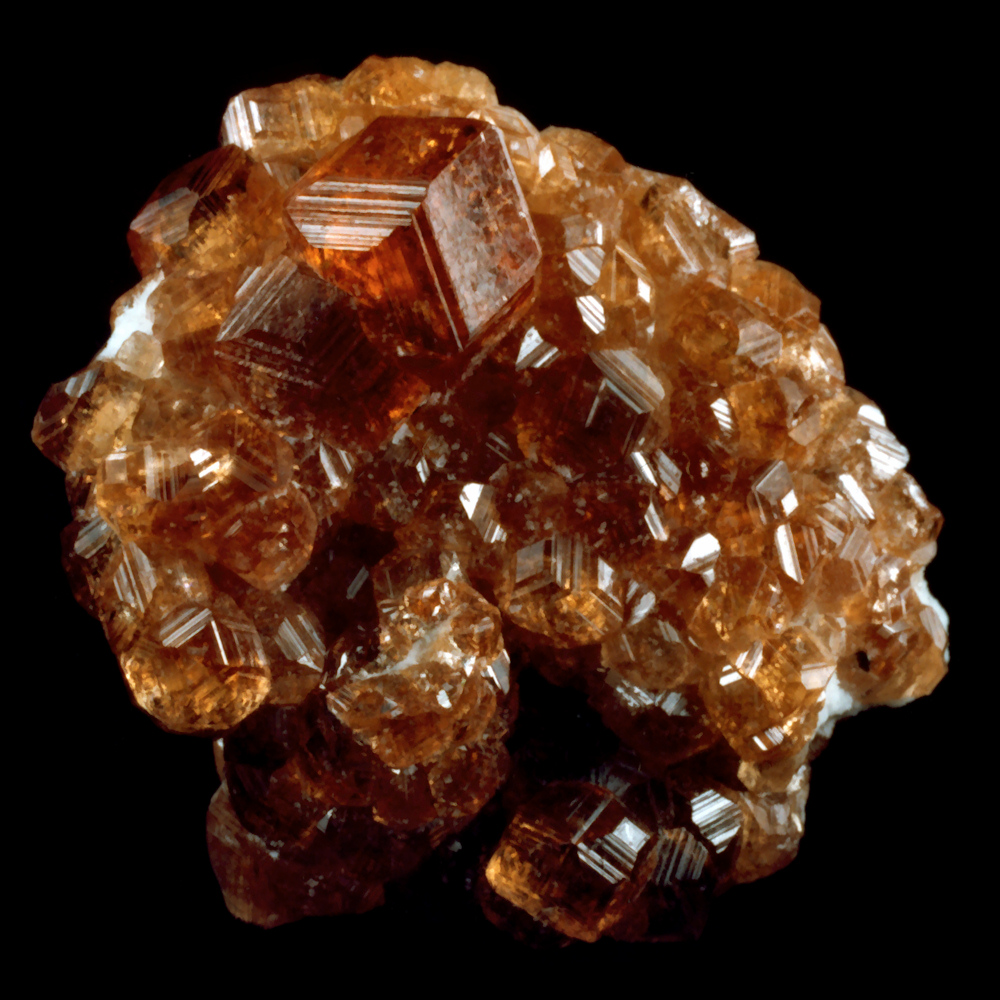
Gránátkristályok

1. Pirop-Henritermierit sorozat
  - pirop
  - almandin
  - spessartin
  - uvarovit
  - grosszulár
  - andradit
  - calderit
  - goldmanit
  - kimzeyit
  - knorringit
  - majorit
  - schorlomit
  - hidrogrosszulár
  - hibschit
  - katoit
  - hidrograndit
  - marimotoit
  - yamatoit
  - henritermierit

### Cirkon-szerkezetek
- cirkon
- torit (tórit)

### Andaluzit-csoport
- andaluzit
- kianit (disztén)
- sztaurolit
- topáz

### Titanit és egyéb nezoszilikátok
- titanit

### Boro-nezoszilikátok
- datolit
- gadolinit

### Urán-nezoszilikátok
- uranotil (uranofán)
- sklodowskit
- soddyit

## Szoro- vagy csoportszilikátok

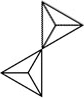
Az Si_{2}O_{7} csoport

Az SiO4-tetraéderek közvetlen kapcsolódással több tagból álló csoportokká állhatnak össze. A két SiO4-tetraéder összekapcsolódásával létrejövő (Si2O7)6- csoportok a szoroszilikátokra (soro = lánytestvér, családtag, latin) jellemzők.

### Átmeneti szerkezetek
1. Epidotcsoport – Kristályrácsuk SiO4-tetraédereket és Si2O7-csoportokat is tartalmaz.
  - epidot
  - ortit
  - zoizit
  - klinozoizit
  - pumpellyit
2. Axinitcsoport – Kristályrácsukban két összekapcsolódott Si2O7-csoport, két BO4-tetraéderrel együtt alkot egy hattagú, gyűrű alakú B2Si8O30 komplexumot, melyhez két további Si2O7-csoport csatlakozik.
  - axinit
  - ferroaxinit
  - magnézioaxinit
  - mangánaxinit
  - tinzenit
  - vezuvián

### Thortveitit-sor
- thortveitit

### Melilit-sor
- melilit
- gehlenit
- åckermanit

### Asztrofillit-nasonit-sor
- asztrofillit
- nasonit

### Hemimorfit-sor
- hemimorfit

### Lievrit-sor
- lievrit
- lawsonit

## Ciklo- vagy gyűrűszilikátok

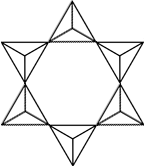
Hat darab SiO_{4}-tetraéder alkotta gyűrű

A cikloszilikátok (kuklos = kör, görög) kristályrácsa SiO4-tetraéderek összekapcsolódásával keletkező, gyűrű alakú csoportokat tartalmaz. Az SiO4-tetraéderek hármas összekapcsolódásával (Si3O9)6-, négyes kapcsolódással (Si4O12)8-, míg hatos kapcsolódással hexagonális szimmetriájú (Si6O18)12- felépítésű, gyűrű alakú csoportok jönnek létre. A cikloszilikátok csoportosítása a gyűrűk tagszáma alapján történik.

### Cikloszilikátok Si3O9-es gyűrűkkel
- benitoit
- eudialit

### Cikloszilikátok Si6O18-as gyűrűkkel
1. berill-csoport
  - berill
  - cordierit
  - milarit
2. turmalincsoport
  - turmalin
  - dioptáz

## Ino- vagy láncszilikátok
Szerkezetükben az SiO4-tetraéderek közös oxigénekkel egyirányú kapcsolódással végtelen lánccá (inos = izom, szál; görög) fűződnek.  Leggyakrabban kétféle típusú lánckapcsolódás jön létre: egyik az egyszerű lánc, melyben a (Si2O6)4-, illetve a kettős lánc, azaz szalag, melyben (Si4O11)6- a szerkezeti alapelem. Ritkábban többszörös (hármas, négyes, ötös) láncok is létrejöhetnek, melyek azonban már átmenetek a rétegszerkezetek felé. Az ilyen szerkezetű ásványok zömmel nyúlt oszlopos vagy tűs kifejlődésűek és a láncirány szerint jól hasadnak.

### Piroxéncsoport

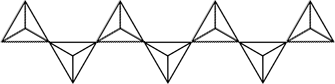
A piroxének láncszerkezete

- rombos piroxének
  - ensztatit
  - bronzit
  - hipersztén
- monoklin piroxének
  1. klinoensztatit-félék
    - klinoensztatit
    - klinohipersztén
    - klinoferroszillit
    - pigeonit

  2. diopszid-félék
    - diopszid
    - hedenbergit
    - johannsenit
    - spodumen
    - jadeit
    - aegirin (egirin, akmit)

  3. augit-félék
    - augit (fassait)
    - diallág

### Amfibolok
- rombos amfibolok
  - antofillit
  - gedrit
  - holmquistit
- monoklin amfibolok
  1. cummingtonit-sor
    - kupfferit
    - cummingtonit
    - grünerit

  2. kalcium-amfibolok
    - aktinolit
    - tremolit
    - edenit
    - magneziohornblende
    - ferro-edenit
    - hastingsit
    - ferro-hastingsit

  3. oxi- (bazaltos-) amfibolok
    - ferri-tremolit
    - ferri-edenit
    - ferri-hastingsit
    - barkevikit

  4. alkáliamfibolok
    - glaukofán
    - riebeckit
    - arfvedsonit
- triklin amfibol
  - enigmatit

### Egyéb inoszilikát szerkezetek
1. wollastonit-piroxmangit csoport
  1. wollastonit-pektolit sor
    - wollastonit
    - pektolit
    - xonotlit

  2. rodonit-piroxmangit sor
    - rodonit
    - babingtonit
    - piroxmangit
2. szillimanit-mullit csoport
  - szillimanit
  - mullit (Al6Si2O13)

## Fillo- vagy rétegszilikátok
Kristályrácsukat – az SiO4-tetraéderek kétirányú összekapcsolódása révén – végtelen síkok építik fel (phyllos = levél, görög). Szerkezeti alapelemük a (Si4O10)4-. Réteges szerkezetük miatt hasadásuk és transzlatálhatóságuk kiváló.

### Csillámok és rokon rácsépítményű ásványok
1. talk-pirofillit csoport
  - talk
  - pirofillit
2. csillámok
  - muszkovit-sor
    - muszkovit
    - paragonit
    - glaukonit

  - biotit-sor
    - biotit
    - annit
    - lepidolit
    - zinnwaldit
    - xantofillit
    - clintonit
3. klorit csoport
  1. kloritok
    - korundofilit
    - proklorit
    - ripidolit
    - klinoklor
    - pennin
    - diabantit
    - piknoklorit
    - brunsvigit
    - dafnit
    - pszeudothüringit
    - delessit
    - thüringit

  2. szeptekloritok
    - amezit
    - chamozit
    - greenalit
    - cronstedtit

  3. kloritoid
4. szerpentinásványok
  - krizotil
  - lizardit
  - antigorit
5. agyagásványok
  - kaolinitcsoport
    - kaolinit
    - dickit
    - nakrit
    - halloysit

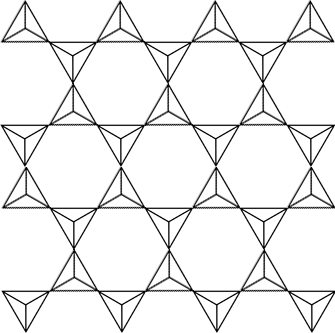
A filloszilikátok SiO_{4}-tetraéderekből álló rétege

    - hydrohalloysit (névváltozat: endelit)

  - illit-félék
    - illit
    - stilpnomelán

  - szmektit csoport
    - montmorillonit
    - nontronit
    - saponit

  - vermikulitok
    - vermikulit

  - paligorszkit-félék
    - paligorszkit
    - szepiolit

### Egyéb rétegszilikátok
- apofillit
- prehnit
- euklász

## Tekto- vagy állványszilikátok
Szerkezetükben az SiO4-tetraéderek a tér mindhárom irányában végtelen hálózattá kapcsolódnak össze (tekto = építmény, görög). Elvileg minden oxigén közös a szomszédos tetraéderrel, tehát szerkezeti alapegységük (SiO2). A valódi tektoszilikátokban azonban a Si-ot általában és gyakran a hozzá közelálló méretű Al helyettesíti, melynek eredményeként a rács semlegesítéséhez különböző kationok beépülése szükséges.

### Földpátok

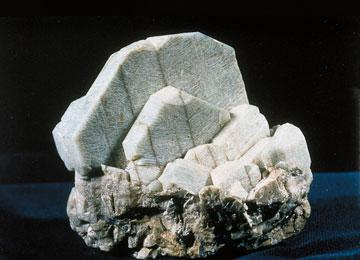
Fennőtt mikroklinkristályok

1. alkáliföldpátok
  - káliföldpátok
    - szanidin
    - ortoklász
    - mikroklin
    - adulár

  - nátronföldpátok
    - albit
    - periklin
    - anortoklász

  - alkáliföldpátok
2. plagioklászok
  - albit
  - oligoklász
  - andezin
  - labradorit
  - bytownit
  - anortit
3. báriumföldpátok
  - celzián
  - hialofán

### Földpátpótlók
- nefelin
- kalszilit
- kaliofilit
- leucit

### Szodalitok
- szodalit
- nozeán
- haüyn
- lazurit
- Bicchulit
- tugtupit
- wadalit
- tsaegorodtsevit
- kamaishilit

### Szkapolitok
- marialit
- mejonit

### Zeolitcsoport
- Nátrolit-sor
  - nátrolit
  - skolecit
  - thomsonit
- Heulandit-sor
  - heulandit
- Klinoptilolit-sor
  - klinoptilolit
- Dezmin-sor
  - dezmin (sztilbit)  Ca2NaAl5Si12O36x14H2O
- Phillipsit-sor
  - phillipsit
  - harmotom
- Kabazit-sor
  - chabazit
  - gmelinit
  - levyn
- analcim
- laumontit
- mordenit
- gismondin